# Eduard Neumann (kněz)
Eduard Neumann, křtěný Eduard Václav (17. května 1862 Josefov – 3. září 1937 Praha) byl český malíř, grafik, autor prací z dějin umění, duchovní Římskokatolické církve a posléze farář Církve československé.

## Život

### Duchovní římskokatolické církve
Eduard Neumann studoval teologii na katolickém teologickém semináři v Hradci Králové, v červenci 1886 byl vysvěcen. Začínal jako kaplan v Činěvsi, od roku 1888 byl kaplanem ve Vysokém Mýtě. Farářem se stal v Rohozné u Svojanova, později sloužil ve Svatém Jiří u Chocně, a to až do roku 1921, kdy nastoupil do trvalé penze.

### Farář Církve československé
Při své penzi začal působit jako kněz Církve československé, v roce 1922 přijal svátost manželství s Jindřiškou Kozlovou. Penze z jeho předešlé celoživotní práce mu byla z tohoto důvodu upřena. V roce 1925 se stal prvním farářem Církve československé v Praze na Novém Městě v kostele na Zderaze – z té doby pochází jeho publikace: Kostel sv. Václava na Zderaze : historická monografie.
Poté Neumann krátce (1930–1931) působil jako farář v náboženské obci Církve československé ve Strašnicích.

### Výtvarník, restaurátor, ilustrátor
Výtvarné tvorbě se Eduard Neumann věnoval dlouhá léta. Studoval soukromě malířství na akademii v Praze u Františka Serafa Sequense, v Mnichově u Alfreda Seiferta a Gabriela Maxe, a nakonec v Düsseldorfu v ateliéru Benjamina Fautiera. Jako výtvarník se zabýval malbou, grafikou a ilustrací. Navrhoval oltáře a maloval oltářní obrazy, křížové cesty a další obrazy v řadě katolických kostelů. Starší malby restauroval. Vytvořil unionistický ikonostas na Velehradě (1913). Jeho obrazy jsou k vidění v Rohozné, Hobšovicích, Výprachticích, Bělé nad Svitavou, Slatině nad Zdobnicí, Kdyni, Hradešicích, Břestu, Ledenicích, Kladně, Heralticích, Josefově, Mariánských Horách, Brně, Jesenici, Oslavanech, Peci pod Čerchovem nebo v Praze.
V Církvi československé se stal jako výtvarník známý především svými ilustracemi v učebnici Seménka (1928–1934).
Na Velehradě Neumann realizoval pozoruhodné dílo, jehož části jsou při liturgii používány při zvláštních příležitostech i dnes. V článku Velehradský ikonostas 1913 (2011) autor Petr Hudec fotograficky ilustruje symetrickou kompozici původního Neumannova díla.
Po několika letech se Eduard Neumann k deskové malbě opět vrací a k výročí Husovy mučednické smrti realizuje ikonický obraz instalovaný v chrámu Svatého Václava na Zderaze na pražském Novém městě.

Akademická dráha
Akademické činnosti se věnoval v oblasti estetiky a dějin umění (od r. 1906), usiloval o docenturu na Pražské teologické fakultě v oboru křesťanského umění (1918), později promoval na Filozofické fakultě prací: Klad Schopenhauerovy ethiky ve srovnání s buddhismem a křesťanskými mystiky (1920), a marně doufal v uplatnění na Husově československé evangelické fakultě bohoslovecké v Praze v oboru církevních dějin. V této době publikoval učebnici Dějiny křesťanství (1923). V r. 1930 byl přijat ke studiu na Právnické fakultě. 

## Dílo
- NEUMANN, Eduard. Dějiny křesťanství: (pomůcka učebná pro střední, občanské a obecné školy tříd nejvyšších, vyznání československého). Praha: V. Šeba, 1923. 238 s. Dostupné online
- HABR, Jaroslav, ed. Seménka: náboženská prvouka církve československé pro nižší stupeň školy obecné. V Praze: Spolek učitelů náboženství CČS v Čsl. republ., 1928. 191 s.
- NEUMANN, Eduard. Kostel sv. Václava na Zderaze: historická monografie. V Praze: Církev československá. Rada starších v Praze II, 1929. 46 s.